# کرومیت

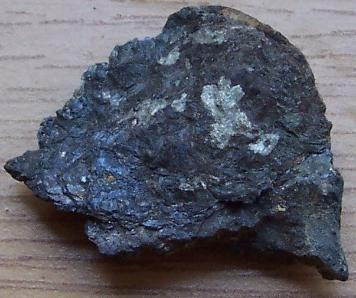
کرومیت به دست آمده از آلبانی

کرومیت (به انگلیسی: Chromite) اکسید کروم منیزیم آهن می‌باشد: Fe, Mg)Cr۲O۴). تنها سنگ معدن کروم کانی کرومیت است.

## مشخصات
عنصر کروم در طبیعت دارای ۴ ایزوتروپ (۵۰)Cr، (۵۲) Cr، (۵۳)Cr و (۵۴)Cr می‌باشد که ایزوتوپ (۵۲)Cr از همه فراوانتر می‌باشد، این فلز دارای دو ظرفیت ۳ و ۶ بوده که ۳+Cr دارای پایداری بیشتری است و در طبیعت نیز فلز کروم تقریباً همیشه با این ظرفیت ظاهر می‌شود. ۶+Cr تنها در محیط‌های قلیائی قوی (PH بالا) موجود است، شعاع یونی آن ۶۴/۰ آنگستروم بوده و مشابه آهن سه ظرفیتی (۶۷/۰ آنگستروم)، وانادیم (۶۵/۰ آنگستروم) و آلومینیوم (۵۷/۰ آنگستروم) می‌باشد. کروم به دلیل میل شدید به عناصر دو ظرفیتی مانند Fe, Mg,Ni, Co و… به صورت اکسید مضاعف با این فلزات یافت می‌شود.